# Liste der Kunstwerke im öffentlichen Raum in Wien/Landstraße
Diese Liste der Kunstwerke im öffentlichen Raum in Landstraße enthält die im „Wien Kulturgut“ (digitalen Kulturstadtplan der Stadt Wien) gelisteten Kunstwerke im öffentlichen Raum (Public Art) im Bezirk Landstraße.
Gedenktafeln bzw. Gedenksteine sind in der Liste der Gedenktafeln und Gedenksteine in Wien/Landstraße angeführt.

## Kunstwerke
| Foto |                 | Name | Typ                                      | Standort                                                                                          | Künstler                               | Datierung          | Beschreibung | Metadaten |
| ---- | --------------- | --- | ---------------------------------------- | ------------------------------------------------------------------------------------------------- | -------------------------------------- | ------------------ | --- | --- |
| ja   | Datei hochladen | Die Lauschenden Vulgo: Richard-Strauss-Denkmal ID: 41279                                                                   | Denkmäler                                | Am Modenapark 8-9. Neulingg./Strohg./Grimmelshauseng./Kellerg. Standort                           | Siegfried Charoux                      | 1954               | Eisenplastik, Denkmal für die Musik Richard Strauss' | Standort: Wohnhausanlage, Richard Strauss-Hof                                                                                                  |
| ja   | Datei hochladen | abtauchen/auftauchen ID: 87306                                                                                             | Kunst am Bau wandgebunden                | Angelo-Soliman-Weg Standort                                                                       | Julie Hayward                          | 2009               | Passage vom Stadtraum zum Fluss, die durch die Lichteffekte miteinander in Beziehung gesetzt werden | Standort: Passage |
| ja   | Datei hochladen | Metallplastik „Musica“ ID: 78128                                                                                           | Profanplastiken/Kunst am Bau freistehend | Anton von Webern-Platz 1 Standort                                                                 | Leonardo Nierman                       |                    | Metallplastik | Standort: vor der Musikuniversität |
| ja   | Datei hochladen | Mahnmal Aspangbahnhof ID: 108822                                                                                           | Denkmäler                                | Aspangstraße gegenüber 27 – Leon Zelman Park Standort                                             | PRINZGAU/podgorschek                   | 2017               | Dreißig Meter lange Betonschienen, die auf einen dunklen, hohlen Betonblock zulaufen. Auf diesem Block wird in einer Inschrift die Anzahl der Deportierten genannt. | Standort: Leon Zelman Park |
| ja   | Datei hochladen | Mahnmal Aspangbahnhof – Informationstafel ID: 108958                                                                       | Denkmäler                                | Aspangstraße gegenüber 27 – Leon Zelman Park Standort                                             | PRINZGAU/podgorschek                   | 2017               | Informationstafel zum Mahnmal Aspangbahnhof | Standort: Leon Zelman Park |
| ja   | Datei hochladen | Reliefdarstellung eines Krankenbesuchs, ehemals Mautner-Markhofsches Kinderspital ID: 43409                                | Kunst am Bau wandgebunden                | Baumgasse 75, Ecke Schlachthausgasse 26-28. Standort                                              | Carl Kundmann                          | 1873               | Das Steinrelief, das an das ehemals hier befindliche Mautner Markhof'sche Kinderspital erinnern soll, zeigt einen Arzt, der einem Mädchen den Puls fühlt. Die Darstellung ist innerhalb eines fensterartigen Rahmens, der mit Blumengirlanden und einer Frauenmaske dekoriert ist. | Standort: Vor Fassade des Neubaus, ehemals Mautner-Markhofsches Kinderspital                                                                   |
| ja   | Datei hochladen | Stele ID: 41428 | Profanplastiken/Kunst am Bau freistehend | Erdbergstr. 12-14, Stg. 13 Standort                                                               | Wolfgang Haidinger                     | 1975               | Kalksteinplastik | Standort: bei U-Bahnstation |
| ja   | Datei hochladen | Plastik „Flusspferd mit Jungem“ ID: 42324                                                                                  | Profanplastiken/Kunst am Bau freistehend | Erdbergstr. 16 Standort                                                                           | Rudolf Schmidt                         | 1963               | Natursteinplastik | Standort: Wohnhausanlage |
| ja   | Datei hochladen | Spielplastik „Krokodil“ ID: 41170                                                                                          | Profanplastiken/Kunst am Bau freistehend | Erdbergstraße 16-28 Standort                                                                      | Rudolf Beran                           | 1964               | Kunststein mit Mosaik belegt | Standort: im Kindergarten |
| ja   | Datei hochladen | Grüner Wolkensitz ID: 41631                                                                                                | Profanplastiken/Kunst am Bau freistehend | Erdbergstr. 36 Standort                                                                           | Gottfried Höllwarth                    |                    | Plastik aus Osttiroler Serpentin | Standort: Wohnhausanlage |
| ja   | Datei hochladen | Hl. Paulus ID: 43423 | Sakrale Kleindenkmäler                   | Erdbergstraße 62-66, Ecke Apostelgasse 1. Standort                                                |                                        | 1735               | Figur mit Schwert und Buch, Nimbus aus Metall | Standort: Am Eingang der Erdberger Pfarrkirche Hll. Peter und Paul, rechts.                                                                    |
| ja   | Datei hochladen | Hl. Petrus ID: 43429 | Sakrale Kleindenkmäler                   | Erdbergstraße 62-66, Ecke Apostelgasse 1. Standort                                                |                                        | 1735               | Figur mit Buch (Schlüssel nicht mehr vorhanden), Nimbus aus Metall | Standort: Am Eingang der Erdberger Pfarrkirche Hll. Peter und Paul, links                                                                      |
| ja   | Datei hochladen | Mirror.grid_passage ID: 87307                                                                                              | Kunst am Bau wandgebunden                | Fußgängerunterführung Adolf-Blamauer-Gasse / Ghegastraße Standort                                 | Gerold Tagwerker                       | 2012               | horizontales Rasterband aus grauen Keramikfliesen, das durch vertikal wie horizontal unterbrochene Spiegelfliesen ornamental rhythmisiert wird | |
| ja   | Datei hochladen | Hl. Johannes von Nepomuk ID: 43432 HERIS-ID: 11869 Objekt-ID: 7989                                                         | Sakrale Kleindenkmäler                   | gegenüber Apostelgasse 1 Standort                                                                 |                                        | 1. Hälfte 18. Jh.  | Die Heiligenfigur hält ein Kruzifix in den Armen, er steht auf Wolken mit zwei Putti sowie zwei Engelsköpfen zu seinen Füßen. Der Sockel ist vierseitig mit einer Reliefdarstellung des Brückensturzes. | Standort: In Grünanlage vor der Erdberger Pfarrkirche Hll. Peter und Paul.                                                                     |
| ja   | Datei hochladen | Fiaker-Denkmal ID: 67506                                                                                                   | Denkmäler                                | Fiakerplatz Standort                                                                              | Josef Engelhart                        | 1937               | Bronzefigur eines Fiakers, der grüßend den Hut hebt. | |
| ja   | Datei hochladen | Bronzeplastik „Baumsetzer“ ID: 41409                                                                                       | Profanplastiken/Kunst am Bau freistehend | Gestettengasse 12-22 Standort                                                                     | Franz Fischer                          |                    | Bronzeplastik | Standort: Wohnhausanlage, Assanierung Erdberg                                                                                                  |
| ja   | Datei hochladen | Plastik „Musizierende Kinder“ ID: 41454                                                                                    | Profanplastiken/Kunst am Bau freistehend | Hainburger Straße 70 Standort                                                                     | Margarete Hanusch                      |                    | | Standort: Wohnhausanlage, Rabenhof |
| ja   | Datei hochladen | Anton-Wildgans-Denkmal ID: 67507                                                                                           | Denkmäler                                | Hoffmannsthalgasse 1 / Grasberggsasse 4 / Lebergasse 2 Standort                                   | Alfons Riedel                          | 1928               | Die Büste von Anton Wildgans befindet sich vor einer Steinplatte an einer Wand mit Stiegenaufgängen. | Standort: Anton-Wildgans-Hof |
| ja   | Datei hochladen | Plastik „Familie“ ID: 41296                                                                                                | Profanplastiken/Kunst am Bau freistehend | Hofmannsthalgasse 16-1 Standort                                                                   | Oskar Bottoli                          | ca. 1959           | Natursteinplastik | Standort: Wohnhausanlage, am Bauwich |
| ja   | Datei hochladen | Plastik „Singende Knaben“ ID: 41284                                                                                        | Profanplastiken/Kunst am Bau freistehend | Hofmannsthalgasse 18-20 Standort                                                                  | Siegfried Charoux                      | ca. 1959           | Bronzeplastik | Standort: Wohnhausanlage |
| ja   | Datei hochladen | Zwei abstrakte Seehunde ID: 41238                                                                                          | Profanplastiken/Kunst am Bau freistehend | Hofmannsthalgasse 22-24 Standort                                                                  | Heinrich Deutsch                       | ca. 1959           | Kunststein-Spielplastik | Standort: Wohnhausanlage |
| ja   | Datei hochladen | Karl-Borromäus-Brunnen ID: 43433 HERIS-ID: 11755 Objekt-ID: 7869                                                           | Brunnen                                  | Karl-Borromäus-Platz Standort                                                                     | Josef Engelhart, Jože Plečnik          | 1909               | Der Brunnen wurde anlässlich des 60. Geburtstages Karl Luegers konzipiert. Über einem umfriedeten runden Becken befindet sich ein Sockel auf dreipassförmigem Grundriss für drei Puttengruppen, die drei Schalen halten, die reliefiert und mit dekoriert sind. Um einen mittleren Obelisken stehen drei mehrfigurige Figurengruppen, die sich inhaltlich auf das Leben des hl. Borromäus beziehen, darunter Inschriften: „Über allem die Liebe“, „Empor die Herzen“ und „Sankt Carl Borromäus“. | |
| ja   | Datei hochladen | Brunnen „Tierbrunnen“ ID: 41290                                                                                            | Profanplastiken/Kunst am Bau freistehend | Kleing. 6-16 Standort                                                                             | Gertrude Conrad                        |                    | Steinzeugplastik auf Kunststeinbecken | Standort: Wohnhausanlage |
| ja   | Datei hochladen | Plastik „Flamme“ ID: 42395                                                                                                 | Profanplastiken/Kunst am Bau freistehend | Landstraßer Gürtel/Wildgansplatz/Hofmannsthalg. Standort                                          | Marie Strasser                         |                    | Plastik aus weißem Kunststein | Standort: Wohnhausanlage, Peter-Strasser-Hof, Vorplatz                                                                                         |
| ja   | Datei hochladen | 4 Plastiken „Die Familie“ ID: 41453                                                                                        | Profanplastiken/Kunst am Bau freistehend | Landstraßer Hptstr.92-94/Neulingg. Standort                                                       | Margarete Hanusch                      |                    | | Standort: Wohnhausanlage |
| ja   | Datei hochladen | Plastik „Bär“ ID: 42219 | Profanplastiken/Kunst am Bau freistehend | Landstraßer Hauptstraße 92-94 / Neulinggasse Standort                                             | Josef Schagerl                         |                    | Kunststeinplastik | Standort: Wohnhausanlage |
| ja   | Datei hochladen | Ohne Titel ID: 41430 | Profanplastiken/Kunst am Bau freistehend | Lechnerstraße 2-4 Standort                                                                        | Wolfgang Haidinger                     | 1983               | Natursteinplastik | Standort: Wohnhausanlage, Karl Waldbrunner Hof                                                                                                 |
| ja   | Datei hochladen | Wegkapelle ID: 43427 HERIS-ID: 86697 Objekt-ID: 101018                                                                     | Sakrale Kleindenkmäler                   | Leonhardgasse 2-10, gegenüber Leonhardgasse 3-5. Standort                                         |                                        | um 1700            | In einer mit einem Gitter abgeschlossenen Mauernische des 1958 errichteten Gemeindebaus wurde eine Darstellung der Magna Mater Austria von einer abgerissenen Kapelle integriert. | Standort: In die Hauswand integriert. |
| ja   | Datei hochladen | Ferdinand-Hanusch-Denkmal (Jüngling) ID: 42343                                                                             | Denkmäler                                | Ludwig-Koeßler-Platz 4 / Dietrichgasse 59-63 / Erdberger Lände 50-54 / Lechnerstraße 1-5 Standort | Carl Gelles                            | 1926               | Bronzefigur eines Jünglings, die gleichzeitig als Denkmal für Ferdinand Hanusch fungiert | Standort: Wohnhausanlage, Hanusch-Hof |
| ja   | Datei hochladen | Plastik „Vogelflug“ ID: 42051                                                                                              | Profanplastiken/Kunst am Bau freistehend | Markhofgasse / Barthgasse 13-15 Standort                                                          | Eduard Robitschko                      |                    | Plastik aus Schmiedeeisen und Bronze | Standort: Wohnhausanlage |
| ja   | Datei hochladen | Marokkaner-Brunnen Vulgo: Neéjjarine Brunnen ID: 58685                                                                     | Brunnen                                  | Marokkanergasse – Ecke Zaunergasse Standort                                                       |                                        | 1999               | Der Brunnen ist eine Nachbildung des Neéjjarine-Brunnens Fès. Es besteht aus Zellij-emaillierten Terrakottafliesen in verschiedenen Farben. Die Zellij-Verzierungen zeigen eine in der Mitte eine stilisierte Sonne. | Standort: Gegenüber von Haus Nr. 7 freistehender Brunnen                                                                                       |
| ja   | Datei hochladen | Scherzo-Gruppe ID: 43412 HERIS-ID: 11742 Objekt-ID: 7856                                                                   | Profanplastiken/Kunst am Bau freistehend | Modenapark Standort                                                                               | Josef Müllner                          | 1913               | Auf einem von zwei flötenspielenden Figuren gesäumten Steinsockel befindet sich die bronzene Darstellung eines Knaben mit Tschinellen und zwei Panthern | |
| ja   | Datei hochladen | Tänzerin ID: 78131 | Profanplastiken/Kunst am Bau freistehend | Nikolausplatz Standort                                                                            | Otto Hofner                            | 1930               | Gegossene Bronzeplastik auf Steinsockel | Standort: Im Hof des Kindergartens |
| ja   | Datei hochladen | Jaromir Freiherr von Mundy ID: 43407                                                                                       | Denkmäler                                | Obere Weißgerberstraße 2, Ecke Radetzkystraße 1 Standort                                          |                                        |                    | Marmorbüste Jaromír Mundys in einer Ädikulanische an der Fassade der Rettungszentrale | Standort: An der Fassade der Wiener Rettung. Wandgebunden.                                                                                     |
| ja   | Datei hochladen | Johann Nepomuk Graf Wilczek ID: 43408                                                                                      | Denkmäler                                | Obere Weißgerberstraße 2, Ecke Radetzkystraße 1 Standort                                          | Teresa Feodorowna Ries                 | 1902               | Standfigur von Johann Nepomuk Wilczek ab Kniehöhe | Standort: Im Durchgang zwischen dem Altbau und dem Neubau der Wiener Rettung                                                                   |
| ja   | Datei hochladen | Raptus-Gruppen und Figuren der Jahreszeiten in der Gartenanlage des Palais Schwarzenberg ID: 43465                         | Profanplastiken/Kunst am Bau freistehend | Palais Schwarzenberg, Rennweg 2, Prinz-Eugen-Straße 25, Schwarzenbergplatz Standort               | Lorenzo Mattielli                      | 1. Viertel 18. Jh. | Die Statuenausstattung des Schwarzenbergschen Schlossgartens besteht aus sechs Raptusgruppen (Raub der Sabinerinnen) und drei Jahreszeitenfiguren (ursprünglich vier) auf reliefgeschmückten Volutensockeln. In der Hauptachse gibt es ein Brunnenbecken mit einer Figurengruppe (weibliche Figur in einer Muschel, Putti) auf einem Felsensockel (teilweise erneuert), um das drei (ursprünglich vier) monumentale Ziervasen stehen.                                                            | Standort: Gartenanlage, unteres Parterre |
| ja   | Datei hochladen | Hl. Petrus ID: 43428 | Sakrale Kleindenkmäler                   | Petrusgasse 10 Standort                                                                           |                                        | 1911               | Diese Steinfigur Petrus’ unter einem Metallbaldachin steht auf Wolken mit Engelsköpfen. Die linke Hand hat er zum Segnen erhoben, in der rechten hält er den Schlüssel. | Standort: Vor der Schule |
| ja   | Datei hochladen | Friedrich-Gulda-Denkmal ID: 76876                                                                                          | Denkmäler                                | Pfarrhofgasse 1A Standort                                                                         | Lois Anvidalfarei                      | 2011               | Schräg auf dem Sockel aufliegender Bronzekopf, umrahmt von in schwarzen und weißen Steinstreifen, die eine Klaviatur darstellen | Standort: Friedrich-Gulda-Park |
| ja   | Datei hochladen | Dreifaltigkeitssäule ID: 43413 HERIS-ID: 11762 Objekt-ID: 7877                                                             | Sakrale Kleindenkmäler                   | Radetzkystraße 1 Standort                                                                         |                                        | 1683               | Dreifaltigkeitssäule auf Volutensockel. Inschrift: Errichtet im Jahre 1683 zum Andenken an die unfern von hier gestandene im Jahre 1673 erbaute und anno 1683 bei der Türkenbelagerung zerstörte Kirche. Renovirt im Jahre 1713 aus Dankbarkeit für das Aufhören der Pest. | Standort: Vor dem Haus der Wiener Rettung |
| ja   | Datei hochladen | Männliche Aktfigur ID: 43415                                                                                               | Profanplastiken/Kunst am Bau freistehend | Radetzkystraße 2 Standort                                                                         | Anton Hanak                            |                    | Männliche Aktfigur aus Bronze mit erhobenen Händen | Standort: Vor der Seitenfassade Bundesministerium für Verkehr, Innovation und Technologie, 5. Statue links neben dem Eingang                   |
| ja   | Datei hochladen | Kniende weibliche Aktfigur ID: 43416                                                                                       | Profanplastiken/Kunst am Bau freistehend | Radetzkystraße 2 Standort                                                                         | Anton Hanak                            |                    | Kniende weibliche Aktfigur aus Bronze mit der Hand auf dem Haupt | Standort: Vor der Seitenfassade Bundesministerium für Verkehr, Innovation und Technologie, 4. Statue links neben dem Eingang                   |
| ja   | Datei hochladen | Stehende weibliche Aktfigur ID: 43417                                                                                      | Profanplastiken/Kunst am Bau freistehend | Radetzkystraße 2 Standort                                                                         | Anton Hanak                            |                    | Weibliche Aktfigur aus Bronze, die Hände locker vor der Brust | Standort: Vor der Seitenfassade Bundesministerium für Verkehr, Innovation und Technologie, 3. Statue links neben dem Eingang                   |
| ja   | Datei hochladen | Weibliche Aktfigur ID: 43418                                                                                               | Profanplastiken/Kunst am Bau freistehend | Radetzkystraße 2 Standort                                                                         | Anton Hanak                            | 1915               | Weibliche Aktfigur aus Bronze, abgestützt liegend mit Armen über dem Kopf | Standort: Vor der Seitenfassade Bundesministerium für Verkehr, Innovation und Technologie, 2. Statue links neben dem Eingang                   |
| ja   | Datei hochladen | Stehende Frauenfigur ID: 43419                                                                                             | Profanplastiken/Kunst am Bau freistehend | Radetzkystraße 2 Standort                                                                         | Anton Hanak                            |                    | Stehende Frauenfigur aus Bronze mit erhobenem Haupt und seitlich abgestützten Armen | Standort: Vor der Seitenfassade Bundesministerium für Verkehr, Innovation und Technologie, 1. Statue links neben dem Eingang                   |
| ja   | Datei hochladen | Stehende Frauenfigur ID: 43420                                                                                             | Profanplastiken/Kunst am Bau freistehend | Radetzkystraße 2 Standort                                                                         | Anton Hanak                            |                    | Stehende Frauenfigur aus Bronze mit verschränkten Armen | Standort: Vor der Seitenfassade Bundesministerium für Verkehr, Innovation und Technologie, 1. Statue rechts neben dem Eingang                  |
| ja   | Datei hochladen | „Der brennende Mensch“ ID: 43421                                                                                           | Profanplastiken/Kunst am Bau freistehend | Radetzkystraße 2 Standort                                                                         | Anton Hanak                            | 1922               | Männliche Aktfigur aus Bronze mit erhobenen Armen | Standort: Vor der Seitenfassade Bundesministerium für Verkehr, Innovation und Technologie, 2. Statue rechts neben dem Eingang                  |
| ja   | Datei hochladen | Vuk-Stefanovic-Karadzic-Denkmal ID: 67512                                                                                  | Denkmäler                                | Rasumofskygasse 22 Standort                                                                       |                                        | 1989               | Halbfigur auf kannelierter Säule mit der Inschrift: Vuk Stefanović Karadžić 1787–1864. Der große Reformator der serbischen Sprache lebte in Wien, wo er seine Hauptwerke schuf. | Standort: Grünfläche |
| ja   | Datei hochladen | Hl. Johannes von Nepomuk ID: 43430                                                                                         | Sakrale Kleindenkmäler                   | Rennweg 2, Palais Schwarzenberg. Standort                                                         |                                        | 1. Hälfte 18. Jh.  | Figur des Heiligen Johannes Nepomuk mit Kruzifix und Märtyrerpalme in einer Mauernische mit Gitter des Palais Schwarzenberg. | Standort: In Nische der östlichen Außenmauer, neben der Einfahrt in den Ehrenhof.                                                              |
| ja   | Datei hochladen | Statuenfragmente ID: 43748                                                                                                 | Profanplastiken/Kunst am Bau freistehend | Rennweg 27, Metternichgasse 13, Italienische Botschaft (ehem. Palais Metternich) Standort         |                                        |                    | Antike Fragmente im Garten des Palais Metternich | Standort: Garten |
| ja   | Datei hochladen | Tänzerin ID: 41857 | Profanplastiken/Kunst am Bau freistehend | Rochusg. 3-5 Standort                                                                             | Walter Leitner                         |                    | Bronzeplastik | Standort: Wohnhausanlage |
| ja   | Datei hochladen | Mädchen mit Ähren ID: 41455                                                                                                | Profanplastiken/Kunst am Bau freistehend | Schlachthausgasse / Schnirchgasse / Ludwig Koeßler Platz Standort                                 | Margarete Hanusch                      |                    | Natursteinplastik | Standort: Wohnhausanlage, am Vorplatz |
| ja   | Datei hochladen | Musenfiguren ID: 43410 | Profanplastiken/Kunst am Bau freistehend | Schloss Belvedere, Rennweg 6, Prinz Eugen Straße 27. Standort                                     | Giovanni Stanetti                      | 1. Hälfte 18. Jh.  | Acht Musendarstellungen als Einzelfiguren, Kalliope wurde zusammen mit Herkules dargestellt. Dazu kommen noch die Figuren „Apollo und Daphne“, „Allegorie des Feuers“ und „Allegorie des Wassers“ | Standort: In der Gartenanlage, unteres Parterre, in zwei Reihen entlang der Hauptachse.                                                        |
| ja   | Datei hochladen | Zwölf Brunnenanlagen von Schloss Belvedere ID: 43411                                                                       | Brunnen                                  | Schloss Belvedere, Rennweg 6, Prinz Eugen Straße 27. Standort                                     |                                        |                    | Vor dem oberen Belvedere ein Teichbecken mit profiliertem Rand, im Garten zwei Kaskadenbrunnen mit reicher skulpturaler Ausstattung, vier runde und vier gegliederte Brunnen mit Najaden und Putti sowie ein Wandbrunnen an der Orangerie | Standort: Gartenanlage, Hauptachse |
| ja   | Datei hochladen | Sieben Statuen in der Gartenanlage von Schloss Belvedere ID: 43462                                                         | Profanplastiken/Kunst am Bau freistehend | Schloss Belvedere, Rennweg 6, Prinz Eugen Straße 27. Standort                                     |                                        |                    | Vier weibliche, drei männliche Figuren | Standort: In der halbkreisförmigen Umfriedungsmauer der ehemaligen Menagerie, gegenüber der östlichen, schmalen Fassade des Oberen Belvederes. |
| ja   | Datei hochladen | 18 Sphingen in der Gartenanlage von Schloss Belvedere ID: 43463                                                            | Profanplastiken/Kunst am Bau freistehend | Schloss Belvedere, Rennweg 6, Prinz Eugen Straße 27. Standort                                     |                                        | 1. Viertel 18. Jh. | Zehn Statuen sind liegend dargestellt, acht sitzend. | Standort: Im oberen Parterre |
| ja   | Datei hochladen | Monatsfiguren und Vasen in der Gartenanlage von Schloss Belvedere ID: 43464                                                | Profanplastiken/Kunst am Bau freistehend | Schloss Belvedere, Rennweg 6, Prinz Eugen Straße 27. Standort                                     | Johann und Franz Müller                | 1852               | Links und rechts auf den Balustraden zur Rampe befinden sich allegorische Monatsfiguren, September bis Februar im Westen, März bis August im Osten | Standort: Auf den Balustraden der Treppen vom unteren zum oberen Parterre.                                                                     |
| ja   | Datei hochladen | Hochstrahlbrunnen ID: 43414 HERIS-ID: 11798 Objekt-ID: 7916                                                                | Brunnen                                  | Schwarzenbergplatz Standort                                                                       | Anton Gabrielli                        | 1873               | Steinbrunnen mit mehreren Fontänen, deren Anzahl und Anordnung astronomische Symbolik aufweist. | Standort: Vor dem Palais Schwarzenberg |
| ja   | Datei hochladen | Eduard-Suess-Denkmal ID: 67900                                                                                             | Denkmäler                                | Schwarzenbergplatz Standort                                                                       | Franz Seifert                          | 1828               | Büste auf Sockel für Eduard Suess mit einer Reliefdarstellung an der Vorderfront. | Standort: In Grünanlage. |
| ja   | Datei hochladen | Dr.-Rudolf-Steiner-Denkmal ID: 67916                                                                                       | Denkmäler                                | Schweizergarten Standort                                                                          | Michael Georg, Elisabeth Oling-Jelinek | 1981               | Bronzerelief Rudolf Steiners in bogenförmiger Architekturfassung | |
| ja   | Datei hochladen | Staatsgründungsdenkmal ID: 67924                                                                                           | Denkmäler                                | Schweizergarten Standort                                                                          | Heinrich Deutsch                       | 1966               | Obeliskenartiger Aufbau aus Chromnickelstahl mit einem abseits gelegenen Inschriftenband aus Steinplatten | Standort: Gegenüber Landstraßer Gürtel 3. |
| ja   | Datei hochladen | Frédéric-Chopin-Denkmal Vulgo: „La Note Bleue“ ID: 76878                                                                   | Denkmäler                                | Schweizergarten Standort                                                                          | Krzysztof Bednarski                    | 2010               | Scherenschnittartiger Portraitkopf von Frédéric Chopin mit der Figur eines aufsteigenden Vogels | |
| ja   | Datei hochladen | Rostige Wand „Grenzen“ ID: 41049                                                                                           | Profanplastiken/Kunst am Bau freistehend | Schweizergarten Standort                                                                          | Bahruz Heschmat                        |                    | Stahlplastik | Standort: Parkanlage |
| ja   | Datei hochladen | Ikarus Vulgo: Phönix aus der Asche ID: 78135                                                                               | Profanplastiken/Kunst am Bau freistehend | Schweizergarten Standort                                                                          | Hermann Walenta                        |                    | Stahlbetonplastik in freischwingender Form | Standort: hinter dem 21er Haus |
| ja   | Datei hochladen | Skulptur „Elefant“ ID: 78136                                                                                               | Profanplastiken/Kunst am Bau freistehend | Schweizergarten Standort                                                                          |                                        |                    | Kunststeinelefant mit zwei Sockeln und Wasserbecken | |
| ja   | Datei hochladen | Sebastian-Kneipp-Brunnen ID: 43434                                                                                         | Brunnen                                  | Stadtpark Standort                                                                                | Carl Wollek                            | 1912               | Eine Bronzebüste von Sebastian Kneipp auf einem felsenartigen Aufbau in einem Brunnenbecken ist von kleinen Figuren und Therapiegeräten umgeben. Das Wasser läuft über den Rücken einer kleinen bronzenen Kinderfigur. | Standort: Hinter dem Gebäude der Stadtgartendirektion.                                                                                         |
| ja   | Datei hochladen | Labetrunk-Brunnen ID: 43435                                                                                                | Brunnen                                  | Stadtpark Standort                                                                                | Florian Josephu-Drouot                 | 1909               | Auf einem Vierkantsockel mit seitlichen Ausflüssen befindet sich eine steinerne Frauenfigur, die einem Kind zu trinken gibt. | |
| ja   | Datei hochladen | Kiwanis – Mosaikpfeiler ID: 109051                                                                                         |                                          | Stadtpark – Nähe Johannesgasse 35 Standort                                                        |                                        |                    | Mosaiksäule, vom Kiwanisclub Wien (Aktion Kinder helfen Kinder) gewidmet | |
| ja   | Datei hochladen | Objekt „Stage Set“ ID: 42301                                                                                               | Profanplastiken/Kunst am Bau freistehend | Stadtpark, verlängerte Achse von der Brücke zum Durchgang Richtung Heumarkt Standort              | Donald Judd                            |                    | Stahlgerüst mit 6 verschiedenen Kunststoffnetzen | Standort: Parkanlage |
| ja   | Datei hochladen | Bacchus und Flora ID: 43425                                                                                                | Profanplastiken/Kunst am Bau freistehend | Unteres Belvedere, Rennweg 6 Standort                                                             |                                        | 1. Hälfte 18. Jh.  | Zwei antike Götterfiguren, Bacchus mit Weintrauben, Flora mit Blumen | Standort: Durchgang zum Garten, zu beiden Seiten der hl. Johannes von Nepomuk-Statue                                                           |
| ja   | Datei hochladen | Zwei Atlantenfiguren ID: 43426                                                                                             | Profanplastiken/Kunst am Bau freistehend | Unteres Belvedere, Rennweg 6 Standort                                                             |                                        |                    | | Standort: Im Durchgang zum Garten, zu beiden Seiten des ehemaligen Eingangs zum Barockmuseum                                                   |
| ja   | Datei hochladen | Hl. Johannes von Nepomuk ID: 43424                                                                                         | Sakrale Kleindenkmäler                   | Unteres Belvedere, Rennweg 6. Standort                                                            | Johann Jacob Schoy                     | 1724               | „Apotheose des hl. Johannes von Nepomuk“: Auf einem geschwungenen Sockel mit Wappen und Inschriftentafel kniet der Heilige vor einem Engel, der ihm das Kruzifix vorhält. Ein zweiter Engel hält ein Buch und vollführt eine Schweigegeste, ein dritter Engel krönt den Heiligen mit einem Lorbeerkranz und zeigt mit der Linken gegen den Himmel. | Standort: Im Durchgang zum Garten. |
| ja   | Datei hochladen | Wächter Vulgo: Komposition ID: 41562                                                                                       | Profanplastiken/Kunst am Bau freistehend | Untere Weißgerberstraße 18 / Custozzagasse 12 Standort                                            | Franz Xaver Hauser                     | 1971               | Natursteinplastik | Standort: Wohnhausanlage |
| ja   | Datei hochladen | „Stiertor“ Ungarisches Steppenrind mit Hirte/Pinzgauer Rind mit Fleischergeselle ID: 78137 HERIS-ID: 11666 Objekt-ID: 7775 | Profanplastiken/Kunst am Bau freistehend | Viehmarktgasse Standort                                                                           | Anton Schmidgruber                     |                    | Zwei Figurengruppen „Ungarisches Steppenrind mit Hirten“ und „Pinzgauer Rind mit Fleischergesellen“ als Eingangsportal für den Wiener Zentralviehmarkt | Standort: ehemaliger Schlachthof St. Marx |
| ja   | Datei hochladen | „Seerobbe“ Wasserspeier für Planschbecken ID: 41031                                                                        | Profanplastiken/Kunst am Bau freistehend | Viehmarktg./Landstraßer Hauptstr./Rennweg Standort                                                | Walter Auer                            |                    | Bronze-Plastik | Standort: Wohnhausanlage |
| ja   | Datei hochladen | Plastik „Weibliche Figur mit Hasen“ ID: 41390                                                                              | Profanplastiken/Kunst am Bau freistehend | Viehmarktgasse / Landstraßer Hauptstraße 173-175 / Rennweg Standort                               | Fred Gillesberger                      |                    | Steinkonglomeratplastik | Standort: Wohnhausanlage |
| ja   | Datei hochladen | Scheidewegkreuz ID: 43431                                                                                                  | Sakrale Kleindenkmäler                   | Vor Landstraßer Hauptstraße 117, Ecke Baumgasse Standort                                          |                                        | 1. Viertel 18. Jh. | Auf einem profilierten Pfeiler befindet sich ein tabernakelartiger Würfelaufsatz, der auf jeder Seite ein Relief aus der Passion Christi aufweist. Abgeschlossen ist er von einem Kreuz mit Sonnenmotiv. Es ist das einzige noch an Ort und Stelle befindliche Scheidewegkreuz innerhalb des Gürtels. | |
| ja   | Datei hochladen | Liegende weibliche Aktfigur ID: 43422                                                                                      | Profanplastiken/Kunst am Bau freistehend | Vordere Zollamtstraße Standort                                                                    | Anton Hanak                            | 1922               | Liegender weiblicher Bronzeakt, den Kopf an den Armen aufgestützt | Standort: Vor der Fassade des Bundesministeriums, Eingang Vordere Zollamtstraße                                                                |